# 地黃飲子
地黃飲子屬於中醫方劑的治風劑，原方出自劉河間的《黃帝素問宣明論方》，由12味中藥組成，是用以治療風痱的主要方劑。風痱的症狀為舌瘖不能言，足廢不能行，面赤煩渴，反不欲飲水，脈象沉細弱等。可見於西醫的小腦共濟失調。《醫方集解》將本方歸於手足少陰太陰、足厥陰藥。
本方的組成包括熟地黃、肉蓯蓉、官桂、炮附子、巴戟天、山茱萸、石斛、茯苓、遠志、石菖蒲、麥冬、五味子。將前12味中藥研細末，每次取五錢，再加適量的薄荷，生薑、大棗，水煎服。
依照中醫學傳統的方義解釋，本方重用熟地以滋腎之真陰；巴戟、蓯蓉、官桂、附子，以返真元之火；山茱萸酸澀溫肝而固精；石斛養胃安脾而祕氣；石菖蒲、遠志、茯苓，補心開竅而通腎臟；麥冬、五味，保肺陰以滋水源。以使水火相交，精氣漸旺，而風火自息。
焦氏常用此方隨證加減治療脊髓病變，例如脊髓炎、脊髓空洞症等。